# یخچال حاج‌علی آقا
یخچال حاج علی آقا مربوط به اواخر سدهٔ ۱۳ ه.ق است و در شهرستان رفسنجان، روستای عباس‌آباد واقع شده و این اثر در تاریخ ۱۱ خرداد ۱۳۵۴ با شمارهٔ ثبت ۱۰۷۵ به‌عنوان یکی از آثار ملی ایران به ثبت رسیده است.